# Слепцов, Илья Валерьевич
Илья́ Вале́рьевич Слепцо́в (род. 28 апреля 1977, Павловский Посад) — хирург, эндокринолог, онколог, доктор медицинских наук, профессор. Один из организаторов, бывший президент и член ассоциации эндокринных хирургов России. Профессор кафедры факультетской хирургии СПбГУ, член исполнительного комитета Азиатско-Тихоокеанской ассоциации хирургии щитовидной железы, член Европейской тиреоидологической ассоциации, Европейской ассоциации эндокринных хирургов. 
В своей практике совершил более 10000 операций на щитовидной железе, околощитовидных железах. На данный момент является практикующим хирургом, делает более 600 операций в год. Проводит операции взрослым и детям. Читает лекции по эндокринологии и эндокринной хирургии по всей России, в том числе в рамках Школы Эндокринологов. Регулярно участвует в научных конференциях, как в российских, так и в международных. С 2016 года является руководителем реставрационного проекта усадьбы Киискиля.

## Биография
Родился в городе Павловском Посаде в Московской области, в 1978 году переехал вместе с родителями в город Выборг в Ленинградской области. В Выборге закончил школу № 14 с серебряной медалью.
В 1994 году поступил на учёбу в Санкт-Петербургскую государственную педиатрическую медицинскую академию, которую в 2000 году закончил с отличием, получив квалификацию врача со специальностью в педиатрии. Начиная с третьего курса обучения, научная группа Ильи Слепцова выполняла работы, которые ежегодно занимали первые места на крупных конференциях — Всероссийской студенческой научной конференции по детской хирургии, конференции «Человек и его здоровье», ряде региональных научных форумов. На последнем году обучения совместно с Р. А. Черниковым опубликовал книгу «Узлы в хирургии», которая была выпущена тиражом в 20 000 экземпляров. В 2000—2002 гг. проходил обучение в ординатуре на кафедре детской хирургии в Санкт-Петербургской государственной педиатрической медицинской академии. Во время обучения был ассистентом кафедры оперативной хирургии и топографической анатомии. 
После окончания ординатуры Илья Слепцов начал работать детским хирургом в Санкт-Петербургской детской городской больнице. Впоследствии работал также хирургом-эндокринологом на эндокринологическом отделении СПКК ФГБУ «НМХЦ им. Н. И. Пирогова» Минздравсоцразвития России (в настоящее время реорганизован в Клинику высоких медицинских технологий им. Н. И. Пирогова СПбГУ). С 2008 до 2011 года, продолжая работать хирургом-эндокринологом, являлся также заместителем директора по стратегическому развитию в клинике Пирогова. В 2011 году стал заместителем директора по медицинской части. С 2018 года по настоящее время является врачом-хирургом хирургического (эндокринологического) отделения, главным специалистом клиники по эндокринологии и эндокринной хирургии. Кроме того, Илья Слепцов — руководитель Северо-Западного центра эндокринологии и эндокринной хирургии и член редколлегии журнала «Эндокринная хирургия».

Среди направлений деятельности Ильи Слепцова — хирургия органов эндокринной системы (щитовидная железа, околощитовидные железы, надпочечники, нейроэндокринные опухоли), от расширенных операций при злокачественных опухолях до малоинвазивных вмешательств при доброкачественных новообразованиях; методы консервативного лечения патологии щитовидной железы; радионуклидные методы диагностики и лечения.
Илья Слепцов — автор более 130 научных работ, 2-х монографий и 79 печатных изданий. Им также зарегистрировано 12 патентов.
В 2023 году Илья Слепцов стал лучшим врачом Санкт-Петербурга по версии медицинского портала «Доктор Питер».

### Личная жизнь
В 2001 году женился на Анне Сергеевне Слепцовой (Шуваловой). В браке родилось трое детей.

## Усадьба «Киискиля»
В 2016 году приобрёл старинную усадьбу Киискиля в посёлке Подберезье Выборгского района Ленинградской области. Усадьба исторически принадлежала финскому семейству Крон и впервые упоминается в 1562 году. Среди жителей усадьбы было множество знаменитых деятелей культуры и науки. В 1816 году в усадьбе был построен дом по проекту архитектора Вилье; в наши дни является выявленным объектом культурного наследия народов РФ. С 2016 Илья Слепцов руководит реставрацией усадьбы, в которой запланированы музей и культурный центр. Решение о покупке усадьбы Илья Слепцов принял, когда случайным образом увидел её во время поездки по Ленинградской области. По словам самого Слепцова, историческое здание было на грани полного разрушения, так как две из шести колонн уже не поддерживали фронтон. Благодаря своевременно начатым аварийным работам здание удалось спасти от разрушения. Процесс реставрации на данный момент ещё не завершён, так как производится с максимальным сохранением исторического строительного материала дома. На данный момент усадьба уже функционирует как музей, но с существенными ограничениями из-за реставрационных и строительных работ. 